# 扎巴巴·舒姆·伊地那
扎巴巴·舒姆·伊地那（约公元前1158年在位）（英語：Zababa-shuma-iddin）加喜特后期国王。他在位仅1年便被推翻。不久，加喜特在巴比伦的统治结束。